# Альфа-метилтриптамін
Альфа-метилтриптамін (англ. Α-Methyltryptamine) (синоніми αMT, AMT) — психоделічний, стимулюючий та емпатогенний препарат, який є похідним триптаміну. Початково препарат був розроблений компанією ««Upjohn»» у 1960-х роках як антидепресант, і недовго використовувався як антидепресант у Радянському Союзі під торговою маркою «Індопан», перш ніж він був знатий з виробництва.
Найчастішими побічними ефектами альфа-метилтриптаміну є збудження, неспокій, сплутаність свідомості, млявість, мідріаз, бруксизм і тахікардія. Альфа-метилтриптамін діє як агент вивільнення серотоніну, норадреналіну та дофаміну, як агоніст рецепторів серотоніну та як слабкий інгібітор моноаміноксидази. Альфа-метилтриптамін є заміщеним триптаміном, і тісно пов'язаний з альфа-етилтриптаміном та іншими α-алкільованими триптамінами.
Імовірно, що альфа-метилтриптамін був уперше описаний в 1929 році. Його почали більше вивчати наприкінці 1950-х років, і нетривалий час використовували як антидепресант у Радянському Союзі в 1960-х роках. Препарат почали використовувати з рекреаційною метою в 1960-х роках, у 1990-х роках використання його зросло, і повідомлялося про випадки смерті внаслідок його вживання. Альфа-метилтриптамін є контрольованою речовиною в багатьох країнах, включаючи США.

## Медичне використання
Альфа-метилтриптамін застосовувався під торговою маркою «Індопан» як антидепресант у дозах від 5 до 10 мг.

## Ефекти
При прийомі від 20 до 30 мг альфа-метилтриптаміну з'являються виражені ейфорія, емпатія та психоделічні ефекти, які можуть тривати до 12 годин. Доза, що перевищує 40 мг, зазвичай вважається високою. У рідкісних випадках або в екстремальних дозах тривалість ефекту препарату може перевищувати 24 години. Користувачі повідомляють, що альфа-метилтриптамін у формі вільної основи курять у дозах від 2 до 5 мг.

## Побічні ефекти
Неврологічними побічними ефектами альфа-метилтриптаміну є збудження, неспокій, сплутаність свідомості та млявість. Фізіологічними проявами побічних ефектів препарату є блювання, мідріаз, бруксизм, тахікардія, посилене слиновиділення і потовиділення, а також артеріальна гіпертензія, підвищення температури та частоти дихання.
До побічних ефектів, про які самі повідомляють рекреаційні користувачі препарату, входять занепокоєння, м'язова напруга, бруксизм, мідріаз, тахікардія, головний біль, нудота та блювання, а також психоделічні ефекти, включаючи зорові галюцинації та змінений стан розуму.
Альфа-метилтриптамін здатний спричинити небезпечні для життя побічні ефекти, включаючи гіпертермію, артеріальну гіпертензію та тахікардію. Повідомлялося про летальні випадки у зв'язку з високими дозами альфа-метилтриптаміну, або одночасним застосуванням інших препаратів. Смертельні випадки, підтверджені токсикологією та розтином, включають 22-річного чоловіка в окрузі Маямі-Дейд, і британського підлітка, обидва померли після вживання 1 г альфа-метилтриптаміну.

## Фармакологія

### Фармакодинаміка
Альфа-метилтриптамін діє як відносно збалансований інгібітор зворотного захоплення та вивільняючий агент трьох основних моноамінів: серотоніну, норадреналіну та дофаміну, і як неселективний агоніст серотонінових рецепторів.

### Інгібування моноаміноксидази
Було показано, що альфа-метилтриптамін є оборотним інгібітором ферменту моноаміноксидази in vitro та in vivo. У щурів ефективність альфа-метилтриптаміну як інгібітора моноаміноксидази в мозку була приблизно рівною дії гармаліну в еквімолярних дозах. Декстроамфетамін не посилював індуковане 5-гідрокситриптофаном підвищення серотоніну на будь-якому рівні. Було встановлено, що напівмаксимальна інгібуюча концентрація альфа-метилтриптаміну для інгібування моноаміноксидази становить 380 нМ. Це подібно до таких сполук, як пара-метоксиамфетамін і 4-метилтіоамфетамін.

### Серотонінергічна нейротоксичність
Відомо, що близький аналог альфа-метилтриптаміну, альфа-етилтриптамін, є серотонінергічним нейротоксином, подібним до MDMA та пара-хлорамфетаміну.

### Фармакокінетика
У самців лабораторних пацюків були виявлені метаболіти альфа-метилтриптаміну 1-оксо-альфа-метилтриптамін, 7-гідрокси-альфа-метилтриптамін та 1′-гідрокси-альфа-метилтриптамін.

## Хімічні властивості
Альфа-метилтриптамін є синтетичним заміщеним триптаміном з метильним замісником при альфа-вуглеці. Ця альфа-заміна робить його відносно поганим субстратом для моноаміноксидази А, таким чином подовжуючи період напіврозпаду альфа-метилтриптаміну, дозволяючи йому досягти мозку та потрапити в центральну нервову систему. Хімічне відношення альфа-метилтриптаміну до триптаміну аналогічне зв'язку амфетаміну з фенетиламіном, оскільки амфетамін є альфа-метилфенетиламіном. Альфа-метилтриптамін тісно пов'язаний з нейромедіатором серотоніном (5-гідрокситриптаміном), що частково пояснює його механізм дії.
Відомо багато аналогів альфа-метилтриптаміну, включаючи α-етилтриптамін (αET), 4-метил-α-метилтриптамін, 5-хлор-альфа-метилтриптамін (PAL-542), 5-фтор-альфа-метилтриптамін (PAL-544), 5-фтор-альфа-етилтриптамін (PAL-545), 5-метокси-альфа-метилтриптамін (5-MeO-αMT), α, N-диметилтриптамін (α, N -DMT; N-метил-αMT), α, N, N-триметилтриптамін (α, N, N- TMT; N -диметил-αMT), α-метилсеротонін (α-метил-5-HT; 5-гідрокси-αMT) та індолілпропіламінопентан (IPAP; α, N- дипропілтриптамін або α, N -DPT). Іншим аналогом альфа-метилтриптаміну є β-кето та N-метильована похідна β-кето-N-метил-α-метилтриптамін. Альфа-метилтриптофан, проліки α-метилсеротоніну, також метаболізується в альфа-метилтриптамін, але лише в невеликих кількостях.

### Синтез
Синтез альфа-метилтриптаміну може бути здійснений кількома різними шляхами, двома найбільш широко відомими є нітроальдольна конденсація між індол-3-карбоксальдегідом і нітроетаном під час каталізу ацетату амонію, який дає 1-(3-індоліл)-2-нітропропен-1, продукт згодом може бути відновлений за допомогою відновника, такого як літій-алюмінійгідрид. Альтернативним способом синтезу є конденсація між індол-3-ацетоном і гідроксиламіном з подальшим відновленням отриманого кетоксиму алюмогідридом літію.

## Історія
Вважається, що альфа-метилтриптамін був вперше синтезований у 1947 році разом із альфа-етилтриптаміном. Однак інші джерела припускають, що альфа-метилтриптамін вперше був описаний у науковій літературі щонайменше в 1929 році. У той час він був конкретно описаний як антагоніст ерготамінуу.
Альфа-метилтриптамін почали більш інтенсивно вивчати разом з альфа-етилтриптаміном наприкінці 1950-х — на початку 1960-х років. Він досліджувався команіями ««Upjohn»» (кодова назва U-14,164E) і «Sandoz» (кодова назва IT-290) як можливий фармацевтичний препарат, і одночасно продавався в Радянському Союзі в 1960-х роках як антидепресант під торговою назвою «Індопан». Однак препарат використовувався у клініці лише протягом короткого періоду часу, та був знятий з виробництва.
Альфа-метилтриптамін розпочали використовувати як рекреаційний наркотик у 1960-х роках, а в 1990-х зросло його використання як конструкторського наркотику. Альфа-метилтриптамін став контрольованою речовиною в США в 2003 році.

## Суспільство і культура

### Назви
Альфа-метилтриптамін ніколи не отримував офіційної міжнародної назви. У науковій літературі він згадується як α-метилтриптамін або альфа-метилтриптамін (скорочено α-MT, αMT або AMT). Альфа-метилтриптамін також згадується під кодовими назвами розробки, включаючи IT-290 («Sandoz»), NSC-97069, PAL-17, Ro 3-0926, і U-14,164E (««Upjohn»»). У Радянському Союзі цей препарат мав торгову назву «Індопан». Іншими синонімами альфа-метилтримптаміну є 3-(2-амінопропіл)індол і 3-IT.

### Правовий статус

#### Австралія
5-метокси-аналог альфа-метилтриптаміну 5-MeO-αMT входить до списку 9 в Австралії, і альфа-метилтриптамін контролюватиметься як його аналог.

#### Австрія
Альфа-метилтриптамін згідно австрійського законодавства входить до групи 6 (NPSG).

#### Канада
Канада не згадує про альфа-метилтриптамін в Законі про контрольовані наркотики та речовини.

#### Китай
Станом на жовтень 2015 року альфа-метилтриптамін є контрольованою речовиною в Китаї.

#### Данія
У Данії станом на 2010 рік міністр внутрішніх справ і охорони здоров'я Данії включив альфа-метилтриптамін до своїх списків контрольованих речовин (Список B).

#### Фінляндія
Альфа-метилтриптамін є контрольованим препаратом у Фінляндії.

#### Німеччина
Альфа-метилтриптамін внесено до списку 1 Закону про наркотики (наркотики не підлягають торгівлі та відпускаються за медичними рецептами) у Німеччині.

#### Угорщина
Альфа-метилтриптамін станом на 2013 рік контролювався в Угорщині за списком С.

#### Литва
У Литві станом на 2012 рік альфа-метилтриптамін контролюється як похідне триптаміну, поставлене під контроль у 1-му списку наркотичних засобів і психотропних речовин, використання яких заборонено в медичних цілях.

#### Словаччина
У 2013 році альфа-метилтриптамін було внесено до Списку небезпечних речовин у Додатку, § 2, у Словаччині.

#### Словенія
Альфа-метилтриптамін з'явився в Указі про класифікацію заборонених препаратів у Словенії (2013 рік).

#### Іспанія
Альфа-метилтриптамін є легальним в Іспанії.

#### Швеція
Державний інститут охорони здоров'я Швеції класифікував альфа-метилтриптамін як «небезпеку для здоров'я» відповідно до закону про заборону певних товарів, небезпечних для здоров'я від 1 березня 2005 року, і в своєму регламенті SFS 2005:26 зазначив альфа-метилтриптамін, що робить незаконним його продаж або володіння ним.

#### Велика Британія
Альфа-метилтриптамін був визнано незаконним у Великій Британії 7 січня 2015 року разом із 5-MeO-DALT. Це сталося після подій 10 червня 2014 року, коли Консультативна рада з питань зловживання наркотиками рекомендувала включити альфа-метилтриптамін як препарат класу А шляхом оновлення положення про загальну заборону на триптаміни.

#### США
Управління боротьби з наркотиками США тимчасово включило альфа-метилтриптамін до списку I Закону про контрольовані речовини 4 квітня 2003 року відповідно до тимчасових положень закону (68 FR16427). 29 вересня 2004 року альфа-метилтриптамін перейшов під постійний контроль як речовина Списку I відповідно до положень закону (69FR 58050).

## Дослідження
Окрім депресії, альфа-метилтриптамін досліджували в осіб із шизофренією та іншими захворюваннями.